# Zosterops lateralis
Zosterops lateralis là một loài chim trong họ Zosteropidae.